# Ioan Bucur
Ioan Bucur a fost un deputat la Marea Adunare Națională de la Alba Iulia, ca delegat al Protopopiatului Greco-Catolic Indol (Deleni), județul Cluj.